# 壽站 (北海道)

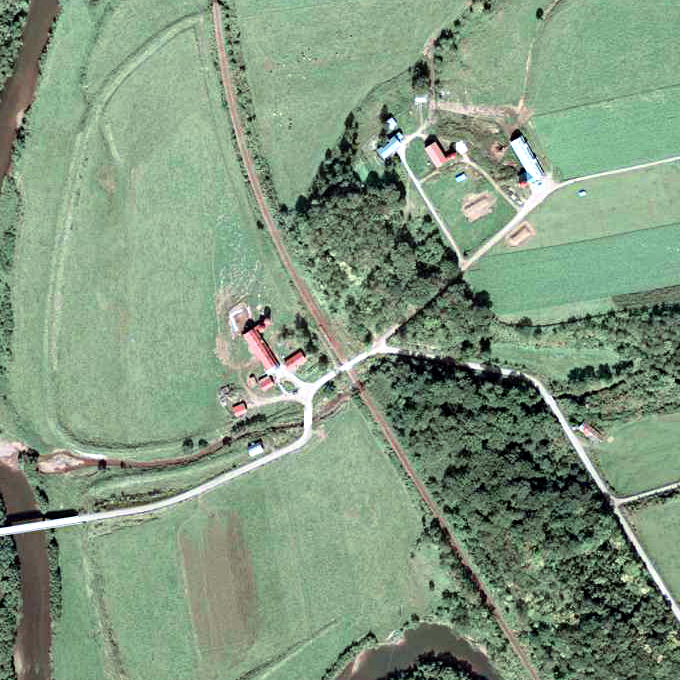
1977年的壽臨時乘降場與方圓約500米範圍。上方為濱頓別方向。靠近中頓別一方設有平交道，月台位於平交道北邊左方。周邊看不到候車室的物體。圖中除了看見兩戶外，沒有其他民居，在平交道右邊2公里山間處，穿過左邊的頓別川，向中頓別一方前進1.5公里後才會到達其他民居，因此車站附近只有該兩戶。

壽站（日语：／ Kotobuki eki */?）是位於北海道枝幸郡中頓別町字壽，北海道旅客鐵道（JR北海道）的天北線車站（廢站）。隨著天北線廢線，車站在1989年（平成元年）5月1日廢除。

## 歷史
- 1955年（昭和30年）12月2日 - 日本國有鐵道（國鐵）北見線壽臨時乘降場（由局（日语：鉄道管理局）設定）啟用[1]}[2]。
- 1961年（昭和36年）4月1日 - 路線名稱改為天北線，成為該線上的臨時乘降場。
- 1987年（昭和62年）4月1日 - 伴隨國鐵分割民營化，車站由北海道旅客鐵道（JR北海道）營運[1]。同日升級至車站，成為壽站[1]。
- 1989年（平成元年）5月1日 - 天北線全線廢除，此站也廢除[1]。

## 車站構造
截至車站廢除前，車站是一座地面車站，設有1面1線的單式月台。月台位於路軌的西邊（南稚內方向的列車會開啟左邊車門）
由於車站原自臨時乘降場，因此此站是無人車站。

## 站名的由來
車站名稱取自地名「字壽」。
由於車站名稱比較吉祥，因此在廢除當年的正月（1989年（昭和64年）1月1日）起，在管理站中頓別站發售了Ｄ型硬式入場票。
在國鐵末期由於吉祥門票熱潮，因此當時也發售了入場票。
當時時間表中的紀念車票資訊、鐵路愛好者雜誌、新聞和專欄中都有介紹此站。

## 車站周邊
車站位於廣寬的荒野。
- 國道275號（頓別國道）
- 頓別川[3]
- 己內川[3]
- 宗谷巴士（日语：宗谷バス）天北宗谷岬線（日语：天北線 (宗谷バス)）「壽」巴士站

## 現況
截至2011年（平成23年），車站遺址已經沒有任何遺留的設施，附近只有巴士站。周邊都是廣寬的荒野。同時，車站遺址靠近中頓別一方遺留了雙鋼樑橋。

## 相鄰車站
北海道旅客鐵道（JR北海道）
天北線
中頓別－壽－新彌生

## 注腳
1. 1 2 3 4 5 6  石野哲（編）. . JTB. 1998: 905. ISBN 978-4-533-02980-6 （日语）.
2. ↑  在中頓別町史 P855 中指出，在1956年12月設立了停留所。
3. 1 2  書籍《北海道道路地図 改訂版》（地勢堂，1980年3月發行）17頁。
4. 1 2  書籍《北海道の鉄道廃線跡》（著：本久公洋，北海道新聞社，2011年9月發行）246-247頁。